# Linea 3 (metropolitana di Parigi)
La linea 3 della metropolitana di Parigi, contraddistinta dal colore verde oliva, è una delle 16 linee del sistema di trasporto rapido della città di Parigi. Collega Levallois-Perret a Bagnolet attraverso la stazione ferroviaria St-Lazare, i Grands Boulevards e République nel centro della città.
Il carico passeggeri sostenuto è di 91,6 milioni di persone l'anno, anche se questa cifra comprende il traffico sulla linea 3 bis, il che la rende la decima linea più frequentata della rete.

## Cronologia
- 10 ottobre 1904: apertura della prima tratta della linea tra il cimitero di Père-Lachaise e Villiers. I lavori durarono più del previsto a causa delle infrastrutture esistenti.
- 25 gennaio 1905: estensione verso est da Père Lachaise a Gambetta.
- 23 maggio 1910: estensione verso ovest da Villiers a Pereire.
- 15 febbraio 1911: estensione da Pereire a Porte de Champerret.
- 27 novembre 1921: estensione verso est da Gambetta a Porte des Lilas.
- 24 settembre 1937: estensione da Porte de Champerret a Pont de Levallois.
- 1967: la linea 3 è la prima a ricevere i nuovi treni MF67. Sono ancora in servizio, e il materiale rotabile è stato recentemente rinnovato.
- 23 agosto 1969: la stazione Gambetta viene ristrutturata, assorbendo le vicina stazione Martin Nadaud.
- 23 marzo 1971: il ramo Gambetta — Porte des Lilas viene separato dalla linea per divenire la linea 3 bis indipendente.
- 2 aprile 1971: estensione da Gambetta a Gallieni.

## Progetti futuri

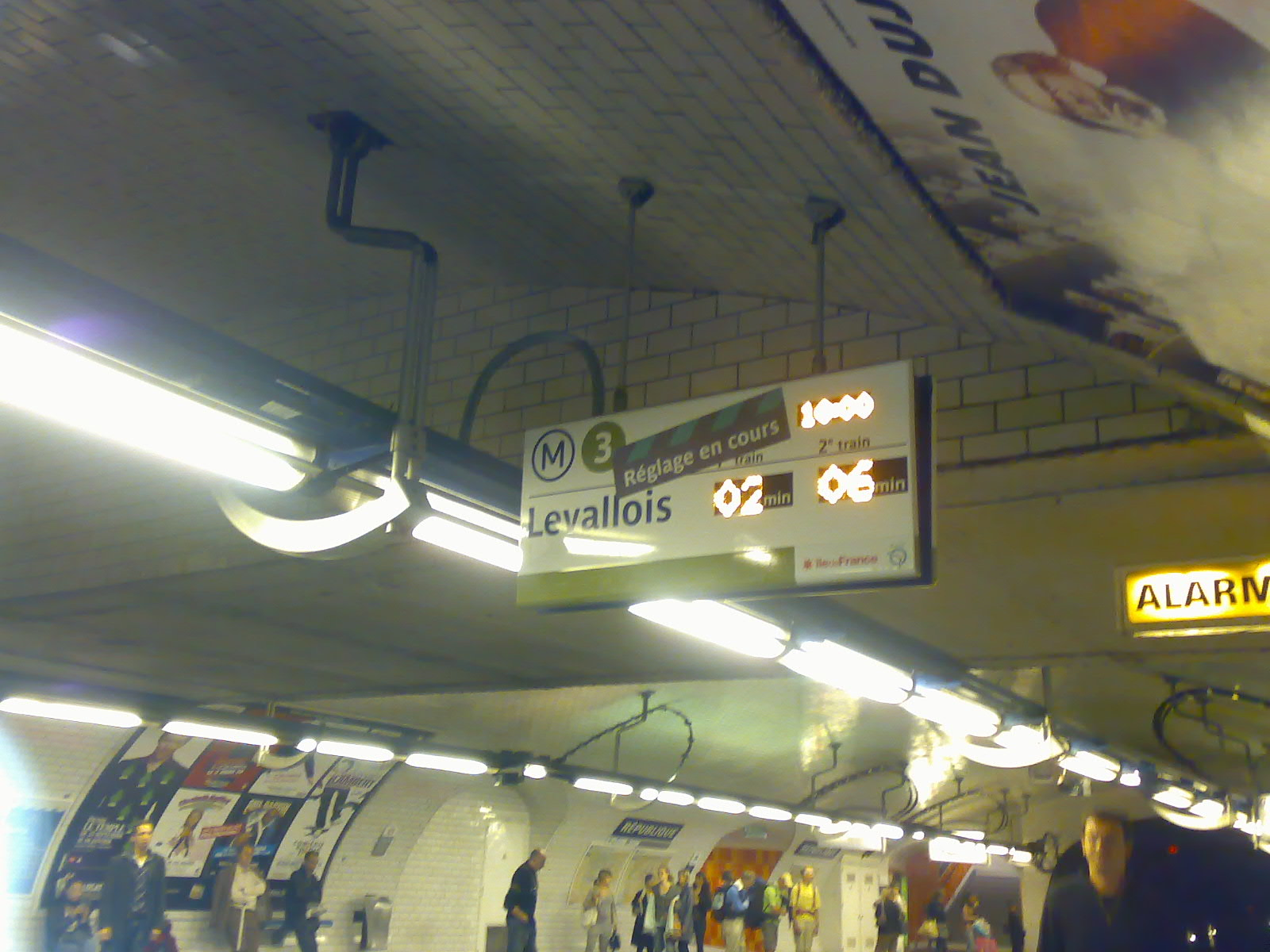
Stazione République.

La porzione oggi identificata come 3 bis, un tempo facente parte della linea 3, potrebbe essere in futuro unita alla linea 7 bis, per formare una nuova linea 15.

## Stazioni che hanno cambiato nome
- 15 ottobre 1907: Rue St-Denis diventa Réaumur - Sébastopol.
- 1926: Caumartin diventa Havre-Caumartin
- 1º maggio 1946: Vallier diventa Louise Michel in onore del leader de La Commune.
- settembre 1998: Saint-Maur diventa Rue Saint-Maur per evitare confusione con il quartiere di Saint-Maur-les-Fossées.

## Eventi
Grazie a dei collegamenti con altre stazioni vicine, è possibile andare a piedi fra tre stazioni della linea senza salire in superficie. Il percorso è effettuabile partendo da Saint-Lazare (Métro 3, 12, 13 e 14), passando per Hausmann Saint-Lazare (RER E), procedendo per Havre - Caumartin (Métro 3 e 9) poi per Auber (RER A) e infine raggiungendo Opéra (Métro 3, 7 e 8). Il percorso può anche essere effettuato da Opéra a Saint-Lazare.

## Turismo
La linea 3 passa presso diversi luoghi di interesse:
- stazione ferroviaria Saint-Lazare
- Opéra Garnier
- Bourse (Borsa di Parigi)
- area del Sentier
- Place de la République
- cimitero di Père-Lachaise